# 岡延右衛門
岡 延右衛門（延右エ門、おか のぶえもん、1899年（明治32年）3月15日 - 1970年（昭和45年）12月1日）は、大正末から昭和期のジャーナリスト、政治家。衆議院議員（1期）。カトリック教徒。

## 経歴
長崎県北松浦郡黒島村（現佐世保市黒島町）でカトリックの家に生まれる。1924年（大正13年）早稲田大学専門部政治経済科を卒業した。同年、母校にカトリック研究会を設立し、公教青年会のメンバーとしても活躍した。
大学卒業後、『萬朝報』の記者となり、社会部長、政治部長、整理部長、編集局長を歴任。戦時下に内閣情報部嘱託、情報局嘱託、内閣嘱託となり、情報局から日・満・支のカトリック統合の使命を帯びて北京に派遣された。
戦後、鳩山一郎らの日本自由党に加わり、内閣官房長官秘書、少年保護司、民主自由党情報副部長などを務めた。1946（昭和21年）4月の第22回衆議院議員総選挙に長崎県全県区から日本自由党公認で立候補して落選。1947（昭和22年）4月の第23回総選挙に長崎県第2区から立候補したが落選。1949（昭和24年）1月の第24回総選挙では民主自由党公認で出馬して当選し、衆議院議員に1期在任した。この間、衆議院文部委員長代理などを務めた。1952（昭和27年）10月の第25回総選挙で自由党公認で立候補したが落選した。
その後、自由民主党同志会理事長、保健衛生協会理事長などを務めた。1970年12月1日、脳卒中のため東京都杉並区の自宅にて死去。70歳。告別式は同月3日、カトリック高円寺教会で行われた。死没日をもって勲四等旭日小綬章追贈、従五位に叙される。

## 著作
- 『ささやき』厚生閣、1923年。
- 『立憲政治の実体及其運用』厚生閣書店、1924年。
- 『愛に生きる人々』厚生閣、1925年。
- 『支那事変とローマ教皇庁：附・日本及び世界のカトリツクの活動』栄光社、1937年。